# Camaret-sur-Aigues
 Camaret-sur-Aigues  es una población y comuna francesa, en la región de Provenza-Alpes-Costa Azul, departamento de Vaucluse, en el distrito de Aviñón y cantón de Orange-Est.
Está integrada en la Communauté de communes Aygues Ouvèze en Provence.

## Demografía
| 1794 | 1955 | 2255 | 2468 | 3121 | 3553 |
| Para los censos de 1962 a 1999 la población legal corresponde a la población sin duplicidades (Fuente: INSEE [Consultar]) |      |      |      |      |      |

## Monumentos
Iglesia parroquial de Saint-Andéol (siglo XVI).